# Dai Nippon Printing
DNP (Dai Nippon Printing) a été fondée en 1876, elle est la première entreprise japonaise dans le domaine de l'impression et spécialiste des imprimantes à sublimation thermique.
Le groupe DNP est aujourd’hui l’un des plus grands groupes mondiaux sur le marché des techniques d'impression et de couchage, avec 36 542 employés dans le monde (2022 ). Il compte actuellement 48 usines au Japon et à l’étranger et intervient dans de multiples secteurs d’activités tels que l’imprimerie commerciale, le packaging, les matériaux de décoration, les composants électroniques, l’imprimerie administrative et la fourniture de supports d’informations. 
DNP fait partie de l'indice TOPIX 100.

## Historique
Depuis les années 1950, le développement des techniques d'impression est l’une des priorités majeures du groupe. 
DNP a révolutionné les marchés du photofinishing en étant pionnier de la technique d'impression à sublimation thermique. Le groupe est également le plus important fabricant au monde de rubans encreurs à sublimation thermique. Dans une industrie hautement spécialisée, la production mondiale à grande échelle est la garantie d'un service compétitif.
DNP Photo Imaging Europe offre plus de 20 ans d’expérience en impression photo et déploiement de kiosques. L’une des forces du groupe est de proposer les solutions les plus flexibles et les plus innovantes du marché pour répondre parfaitement aux attentes des consommateurs. Son réseau de distributeurs en Europe et en Afrique du Nord offre la proximité nécessaire pour assurer l’accès à des solutions fiables dans chaque marché local.
DNP propose la plus large gamme de solutions sur le marché des détaillants photo et des produits conçus pour répondre aux objectifs spécifiques de ce secteur tout en respectant les attentes en matière de qualité et de fiabilité.

La principale mission de l’entreprise est de faciliter l’impression de photographie numérique et de la rendre pratique et amusante pour les consommateurs en proposant aux détaillants et aux professionnels de la photo des outils adéquats. 